# Ballspielverein Borussia 09 Dortmund
Il Ballspielverein Borussia 09 e.V. Dortmund, meglio noto come Borussia Dortmund o con la sigla BVB, è una società polisportiva tedesca di Dortmund, nota soprattutto per la sua sezione calcistica, che milita nella Bundesliga, la divisione di vertice del campionato tedesco.
Fondato nel 1909 per iniziativa di diciannove calciatori di Dortmund, gioca in tenuta giallonera e dal 1974 disputa le partite casalinghe al Westfalenstadion (noto per ragioni di sponsorizzazione come Signal Iduna Park), lo stadio più capiente di Germania (81 365 posti a sedere) e quello che fa registrare la più alta affluenza media di pubblico. L'impianto sostituì lo stadio Rote Erde, che ospitava le partite del Borussia dal 1937, mentre dal 1909 la squadra disputava le partite casalinghe al Weiße Wiese.
Nella bacheca del club figurano: 8 titoli nazionali, 5 Coppe di Germania, 6 Supercoppe di Germania, una UEFA Champions League (1996-1997), una Coppa delle Coppe (1965-1966) e una Coppa Intercontinentale (nel 1997). A livello nazionale è la seconda squadra tedesca per numero di titoli ufficiali vinti (19), mentre a livello internazionale è la terza squadra tedesca per numero di titoli ufficiali vinti: 3 (a pari merito con lo Schalke 04 e alle spalle di Bayern Monaco con 14 e Amburgo con 4).
Grazie alla vittoria del 1966 in Coppa delle Coppe divenne il primo club tedesco a sollevare un trofeo internazionale. Complessivamente il club si è aggiudicato 22 trofei ufficiali, 19 nazionali e 3 internazionali, che la rendono la seconda squadra più vincente in Germania, dietro al solo Bayern Monaco.
Molto sentita è la sfida con il Bayern Monaco, nota come Der Klassiker. La principale rivalità locale è, invece, con lo Schalke 04: l'incontro è noto come derby della Ruhr o Revierderby.

## Storia

### Dalla fondazione alla seconda guerra mondiale
Nel novembre del 1901 fu fondata la Gioventù cattolica "Trinità" come organizzazione giovanile della parrocchia omonima in Flurstraße, a nord-est di Dortmund. La parrocchia era stata creata poco tempo prima nell'ambito dell'immigrazione di lavoratori polacchi e aveva lo scopo di favorire l'integrazione degli immigrati nella Dortmund a maggioranza protestante. I membri della Gioventù erano per la maggior parte giovani operai dell'industria siderurgica e minatori che non solo partecipavano alla vita religiosa, ma si dedicavano anche all'attività sportiva, inizialmente con la ginnastica e l'atletica. Dal 1906 si giocava regolarmente a calcio al Weiße Wiese, impianto situato nei pressi di Borsigplatz, nella zona settentrionale di Dortmund. Nello stesso anno il cappellano Hubert Dewald divenne presidente della Gioventù e si oppose energicamente sia al "selvaggio" gioco del calcio sia all'ambiente culturale che circondava lo sport. Tra le altre cose impose una preghiera aggiuntiva di domenica pomeriggio per vietare il gioco del calcio e chiese ai calciatori di non incontrarsi più presso la locanda "Zum Wildschütz" in Oesterholzstraße 60, ma di utilizzare la casa parrocchiale Pius per i loro incontri.
I conflitti latenti tra la direzione della Sodalità e i giovani atleti infine culminarono nella fondazione del Borussia. La storia del Borussia Dortmund inizia il 19 dicembre 1909, quando un nugolo di giovani provenienti della Dreifaltigkeits-Jugend, la squadra della locale parrocchia, fondano un nuovo club, vincendo le opposizioni di Padre Dewald di bloccare l'incontro organizzativo che si sta svolgendo in un ristorante a nord-est della città, lo Zum Wildschütz. Il nuovo club viene così fondato col nome Borussia: si tratta del nome latino della Prussia, che viene scelto prima di tutto in riferimento a un omonimo birrificio situato lungo Steiger Straße. Inizialmente la squadra scende in campo con una casacca a strisce blu e bianche con una cintura rossa in diagonale. Nel 1912 la società si fonde con altre tre e dal 14 febbraio 1913 in avanti i colori della maglia diventano quelli usati tuttora: il giallo e il nero, che sono anche gli stessi della città di Dortmund.
Il Borussia inizia a giocare nelle divisioni locali con risultati modesti e nel 1926 si trasferisce nel primo storico stadio, il Weiße Wiese. Sono però proprio le spese per ammodernare questo impianto a portare il club sull'orlo del fallimento nel 1929: la sopravvivenza finanziaria è però garantita dell'ex presidente Heinz Schwaben, che si fa carico personalmente del debito.

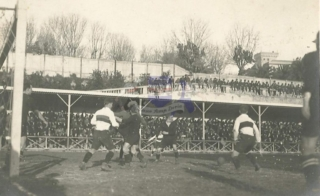
Il Borussia Dortmund in campo contro la Sampierdarenese durante una tournée in Italia, nel 1922.

Nel 1933 in Germania si assiste all'ascesa del nazismo: il regime riforma subito il campionato secondo i propri scopi, e contemporaneamente esercita pressioni sul club, che portano presto all'allontanamento del presidente Egon Pentrup. È degna di nota la prima convocazione in nazionale di un giocatore giallonero, August Lenz, che il 28 aprile 1935 scende in campo contro il Belgio segnando anche due gol. Sempre in questo periodo il Borussia inizia a giocare allo stadio Rote Erde ("stadio Terra rossa"), poco dopo essere stato promosso nella Gauliga Westfalen, una delle massime divisioni locali del periodo. Qui il club milita fino alla fine della seconda guerra mondiale, ma senza molto successo: tutte le edizioni di questo campionato sono infatti vinte dallo Schalke 04, una delle migliori squadre del tempo. I nero-gialli si devono così accontentare di due secondi posti, che sono ottenuti nel 1938 e nel 1942; questi non consentono però l'accesso alla fase nazionale.

### Gli anni in Oberliga e i primi successi
Nel dopoguerra Dortmund diventa parte della Germania Ovest. Qui vengono create cinque massime divisioni locali e solo le prime due squadre di ciascuna accedono alla fase nazionale. Il Borussia gioca in uno di questi campionati, l'Oberliga West, che vince per tre volte di seguito a partire dal 1948. Nel 1949 il club giunge per la prima volta alla finale nazionale, ma il titolo viene vinto dal Mannheim.
Intanto sono arrivati in squadra giocatori importanti: la porta è infatti difesa dal neo campione del mondo Heinz Kwiatkowski, mentre l'attacco è guidato dai tre Alfred, Preißler, Kelbassa e Niepieklo. I primi successi importanti non tardano quindi a venire: dopo aver conquistato nuovamente l'Oberliga West nel 1956 e nel 1957 il Borussia, guidato da Helmut Schneider, raggiunge la finale nazionale in entrambe queste occasioni, e qui batte prima il Karlsruhe, poi l'Amburgo. Questi titoli garantiscono altrettante partecipazioni alla Coppa dei Campioni, e i tedeschi raggiungono come miglior risultato i quarti nell'edizione 1957-1958: sono eliminati dal Milan poi vice-campione.
In seguito il Borussia non riesce più ad aggiudicarsi l'Oberliga West, fermandosi così a sei successi totali. Ottiene comunque due secondi posti in questo campionato, che valgono altrettante partecipazioni alla fase nazionale. Qui il cammino è di tutto rispetto: se i nero-gialli sono sconfitti in finale nel 1961 dal Norimberga, nel 1963 battono il Colonia e conquistano il loro terzo titolo. La squadra, che ha Hermann Eppenhoff in panchina, sfiora nella stessa stagione il double raggiungendo anche la finale della DFB-Pokal: il trofeo viene però sollevato dall'Amburgo.

### I primi anni in Bundesliga e la Coppa delle Coppe
Nell'agosto 1963 la formula del campionato tedesco cambia: nasce infatti la Bundesliga, un unico girone all'italiana che raccoglie le migliori squadre della nazione. Tra queste c'è ovviamente il Borussia fresco campione, che però esordisce perdendo 3-2 contro il Werder Brema; è tuttavia il nero-giallo Timo Konietzka a realizzare il primo gol del torneo, dopo meno di un minuto dall'inizio dell'incontro. In questa stagione la squadra è protagonista anche nella Coppa dei Campioni: qui, dopo aver eliminato una delle migliori squadre di questo periodo, il Benfica di Eusébio, viene fermata in semifinale dai futuri campioni dell'Inter. Il Borussia conquista poi nella stagione successiva la prima DFB-Pokal, in seguito alla vittoria in finale contro l'Alemannia.

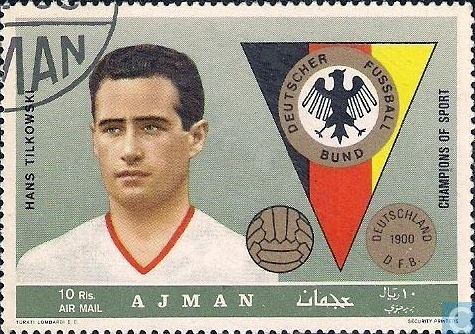
Francobollo del 1969 su cui è ritratto il portiere Hans Tilkowski

La squadra partecipa così alla Coppa delle Coppe 1965-1966, e intanto Hans Tilkowski è stato eletto calciatore dell'anno in Germania. Nella manifestazione continentale i tedeschi eliminano in semifinale i campioni in carica del West Ham, e il 5 maggio 1966 giocano a Glasgow la partita decisiva contro il Liverpool; questa viene vinta 2-1 ai tempi supplementari grazie alle reti segnate da Sigfried Held e Reinhard Libuda, e in questo modo la squadra di Willi Multhaup è la prima a portare in Germania un trofeo internazionale. Parte del merito va sicuramente a Lothar Emmerich, che si laurea capocannoniere segnando il più alto numero di gol di sempre in un'edizione di Coppa delle Coppe, quattordici. Il giocatore è il miglior marcatore anche in campionato; qui i nero-gialli perdono quattro delle ultime cinque partite e si classificano al secondo posto, tre punti sotto al Monaco 1860 dell'ex Konietzka. Arriva anche un terzo posto nel campionato 1966-1967, e anche in questo caso sono decisivi i gol di Emmerich, il miglior marcatore del torneo.

### Dalla retrocessione agli anni ottanta
Il Borussia ottiene un quinto posto tre anni dopo, ma spesso finisce nella parte bassa della graduatoria. La squadra retrocede in Regionalliga al termine della stagione 1971-1972, e rimane al secondo livello per quattro anni. Però, proprio in questo periodo si trasferisce nel più capiente Westfalenstadion, impianto che è stato costruito per ospitare alcune partite del Mondiale 1974.
I nero-gialli vengono promossi al termine della Zweite Bundesliga 1975-1976, dopo aver vinto il play-off contro il Norimberga. Gli anni immediatamente successivi al ritorno in massima divisione non sono però particolarmente felici: la squadra si classifica sempre nella metà inferiore della graduatoria, subendo inoltre nell'ultima giornata del campionato 1977-1978 la più pesante sconfitta nella storia del torneo, un 12-0 contro il Borussia Mönchengladbach; questo risultato costa il posto a Otto Rehhagel.
Per la stagione 1979-1980 la dirigenza ingaggia uno degli allenatori tedeschi più vincenti dell'ultimo decennio, Udo Lattek. In campionato il Borussia parte subito bene, arrivando anche ad occupare la prima posizione verso la metà del girone di andata, tuttavia finisce al sesto posto, un solo punto sotto la zona UEFA. In questo periodo giocano in squadra Eike Immel e Miroslav Votava, che diventano campioni d'Europa con la Nazionale, e Manfred Burgsmüller, uno dei più prolifici calciatori nella storia del club. È anche grazie a loro che l'accesso alle competizioni europee non sfugge due anni dopo, quando in panchina c'è Branko Zebec; il cammino nella Coppa UEFA 1982-1983 termina tuttavia nel primo turno, dopo aver incontrato i Rangers Glasgow.
Il Borussia accusa però presto un nuovo calo: il picco negativo viene raggiunto al termine del campionato 1985-1986, quando per conquistare la salvezza è necessario battere il Fortuna Colonia nello spareggio promozione/retrocessione. Ad ogni modo già l'anno successivo i nero-gialli sono quarti, e possono così tornare in Coppa UEFA. In questa manifestazione i tedeschi incontrano negli ottavi il Bruges, che viene sconfitto 3-0 nella partita di andata ma ribalta la situazione vincendo 5-0 nel ritorno; questa è ancor oggi la peggior sconfitta in campo europeo.

### Gli anni d'oro e la vittoria della UEFA Champions League (1989-2002)

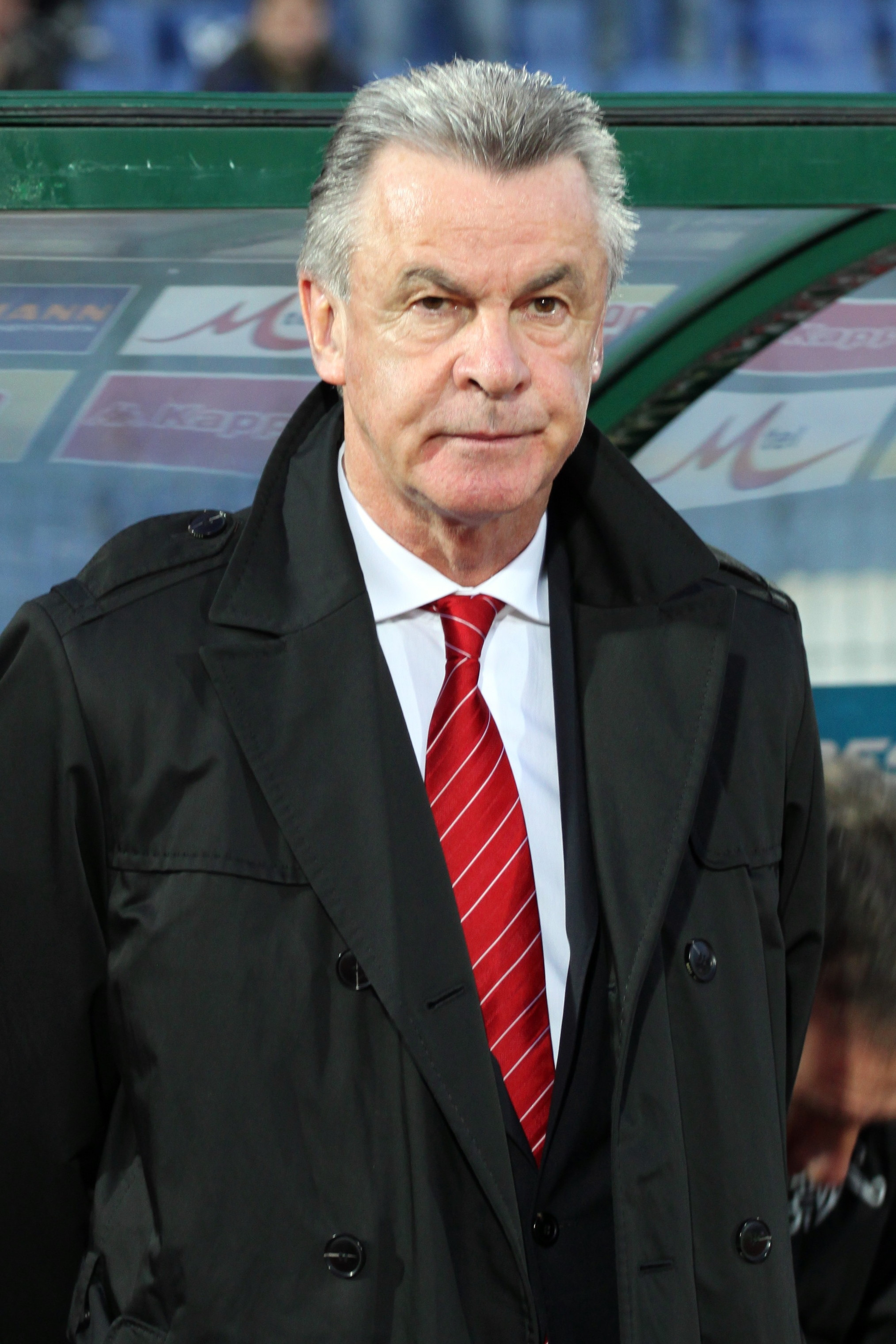
Ottmar Hitzfeld, campione d'Europa con il Borussia Dortmund nel 1996-1997

Il Borussia Dortmund, guidato ora da Horst Köppel, vince per la seconda volta la coppa nazionale nel 1988-1989, dopo aver battuto per 4-1 il Werder Brema nella finale. Questo trofeo viene sollevato a ventitré anni di distanza dall'ultimo, la Coppa delle Coppe, ed è seguito nella stagione successiva dalla Supercoppa di Germania. Poco dopo i tedeschi vengono eliminati agli ottavi della Coppa delle Coppe dai futuri campioni della Sampdoria.
Un cambiamento si profila al termine della stagione 1990-1991: il club si piazza al decimo posto in campionato e alla guida della squadra subentra Ottmar Hitzfeld. Già nella prima stagione con il nuovo tecnico i gialloneri comandano la classifica nella prima metà del girone di ritorno, ma chiudono al secondo posto a causa della peggiore differenza reti nei confronti degli avversari. Nella stagione successiva il Borussia raggiunge la finale della Coppa UEFA 1992-1993, dove subisce un pesante 6-1 tra andata e ritorno contro la Juventus.
Grazie ad ingaggi importanti come quello di Matthias Sammer, nel 1994-1995 il club di Dortmund vince per la quarta volta il titolo di Bundesliga, dopo un duello con il Werder Brema protrattosi sino all'ultima giornata, e nel 1995-1996 il quinto titolo, oltre a raggiungere la semifinale della Coppa UEFA 1994-1995 (soccomberà contro la Juventus), e i quarti della UEFA Champions League 1995-1996 (dove l'eliminazione avverrà contro i futuri finalisti dell'Ajax); alla fine del 1996 il difensore giallonero Sammer vince il Pallone d'oro.
Il Borussia ottiene il suo secondo  successo internazionale vincendo la UEFA Champions League 1996-1997, edizione in cui i tedeschi hanno la meglio sugli inglesi del Manchester Utd in semifinale e sulla favorita Juventus di Marcello Lippi, detentrice del trofeo, all'Olimpico di Monaco di Baviera, dove vanno a segno Karl-Heinz Riedle con una doppietta nel primo tempo e, nella ripresa, il ventenne Lars Ricken, in gol appena undici secondi dopo il suo ingresso in campo (record in una finale di Champions) per il 3-1 finale.

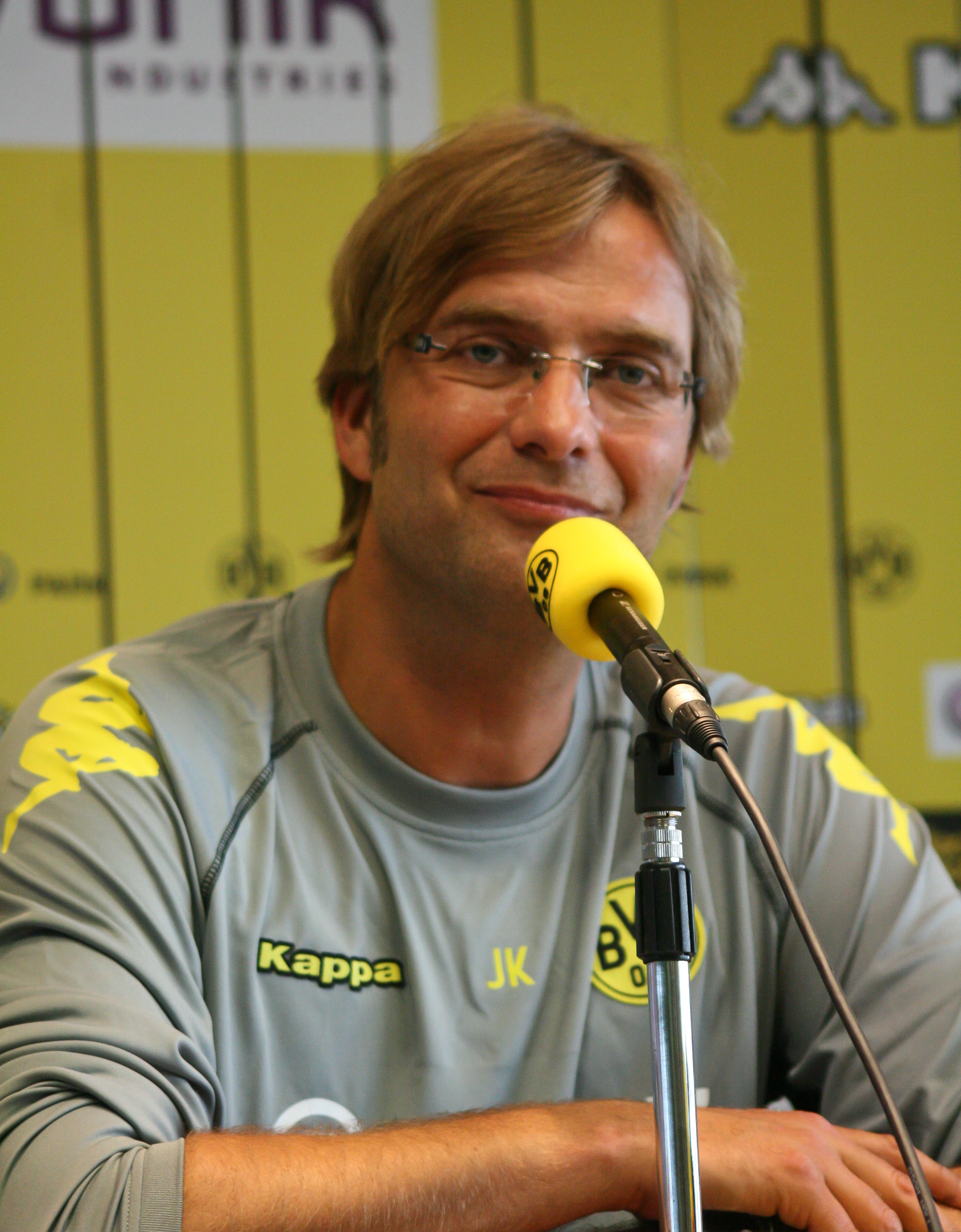
Jürgen Klopp nel 2010

Dopo la conquista del prestigioso trofeo, Hitzfeld lascia e viene sostituito da Nevio Scala; poco dopo Jürgen Kohler viene nominato Calciatore tedesco dell'anno. Sconfitti dal Barcellona nella doppia finale di Supercoppa europea del 1997, i gialloneri si piazzano decimi in campionato, pur raggiungendo la semifinale della UEFA Champions League 1997-1998. Nel dicembre 1997 era stata messa in bacheca la Coppa Intercontinentale, vinta all'Olimpico di Tokyo grazie al 2-0 contro il Cruzeiro (reti di Michael Zorc e Heiko Herrlich). Il contratto con Scala non viene rinnovato e inizia un quadriennio senza successi, interrotto dal titolo tedesco vinto dal tecnico Matthias Sammer nel 2001-2002, ottenuto in seguito ad un'insperata rimonta ai danni del Bayer Leverkusen, con il giallonero Márcio Amoroso capocannoniere. Nella stessa annata la squadra raggiunge la finale della Coppa UEFA, in cui viene sconfitta dal Feyenoord, vincitore nel proprio stadio.

### Dalle difficoltà di inizio millennio al nuovo ritorno ai vertici (2002-oggi)
Intanto il club si ritrova pesantemente indebitato a causa di una cattiva gestione societaria. Questa situazione viene ulteriormente aggravata dalla mancata partecipazione alla UEFA Champions League 2003-2004, con i tedeschi eliminati al terzo turno preliminare. La situazione peggiora nel 2005, quando il club viene salvato del fallimento grazie dall'ingresso di nuovi sponsor; tra questi figura la compagnia assicurativa e finanziaria Signal Iduna, che acquista il Westfalenstadion in cambio dei diritti di denominazione dello stadio.
La crisi societaria si accompagna alla crisi tecnica, con i gialloneri che sfiorano la retrocessione in Zweite Bundesliga nel 2006-2007, evitata dal subentrato tecnico Thomas Doll.. Finalista perdente della Coppa di Germania 2007-2008, il Borussia viene affidato nel 2008 a Jürgen Klopp, che nel 2009 conduce i suoi a un passo dalla qualificazione all'Europa League, centrata nel 2010, con sfiorata qualificazione alla Champions.
L'arrivo di calciatori come Robert Lewandowski, Shinji Kagawa, Mats Hummels e Mario Götze consente alla squadra di vincere nuovamente il campionato dopo nove anni nel 2010-2011, con un margine di sette punti sulla seconda classificata. Il successo viene confermato nella stagione successiva, in cui viene vinta anche la Coppa di Germania (5-2 al Bayern Monaco in finale), trionfo che permette di centrare il double. Nell'edizione 2012-2013 della UEFA Champions League i gialloneri raggiungono l'atto conclusivo, dove vengono sconfitti per 2-1 dai connazionali del Bayern Monaco nella prima finale di Champions tra due squadre tedesche. Nelle due stagioni successive il Borussia perde prima Götze e poi Lewandowski, entrambi accasatisi al Bayern. Negli anni seguenti il Borussia vince due Supercoppe di Germania, sempre battendo i bavaresi, e perde la finale della Coppa di Germania 2013-2014 contro il Bayern, mentre nel 2014-2015 la squadra di Klopp disputa un campionato molto altalenante, chiuso al settimo posto, e perde la finale della Coppa di Germania contro il Wolfsburg.
La panchina passa nel 2015 a Thomas Tuchel sotto la cui guida la squadra perde la finale della Coppa di Germania 2015-2016 ai rigori contro il Bayern e vince il trofeo l'anno dopo (2-1 in finale all'Eintracht Francoforte), dopo tre finali della competizione perse consecutivamente. Con questo successo si chiude la gestione di Tuchel, la cui successione sarà tribolata. Dopo due cambi tecnici, nel 2018 arriva in panchina lo svizzero Lucien Favre, che vince la Supercoppa di Germania 2019 contro il Bayern Monaco, ma viene esonerato dopo undici giornate del campionato 2020-2021; il successore Edin Terzić, che assume la guida della squadra ad interim sino alla fine della stagione, riesce a condurre i suoi alla vittoria della Coppa di Germania e nel 2022-2023 perde il titolo di Bundesliga all'ultima giornata a vantaggio del Bayern Monaco per la differenza reti. I gialloneri raggiungono la finale nell'edizione 2023-2024 della UEFA Champions League, dove vengono sconfitti per 2-0 dal Real Madrid.

## Colori e simboli

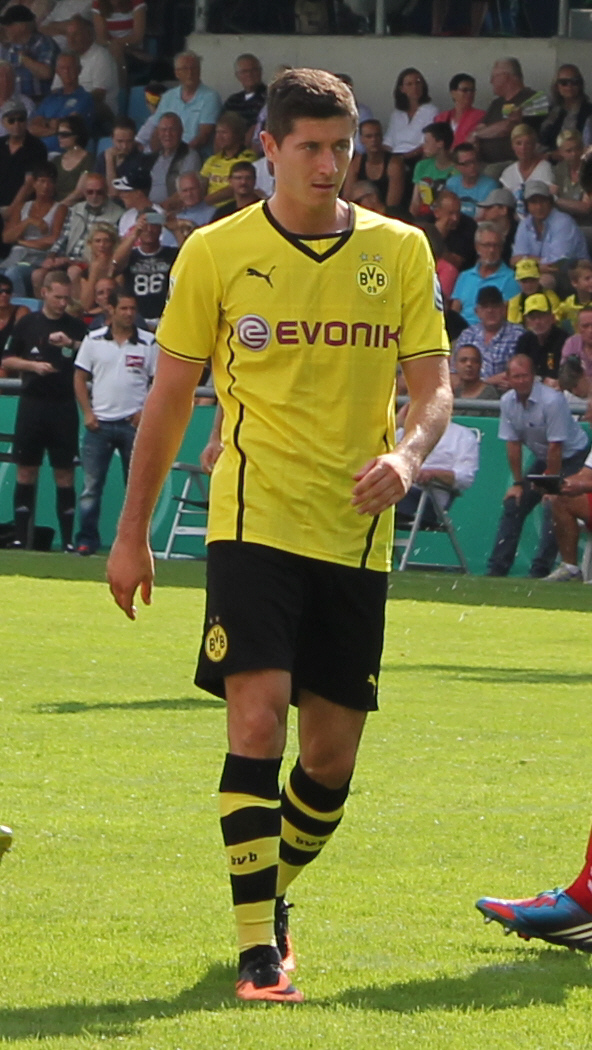
Robert Lewandowski nel 2013.

### Colori
Il colore predominante della maglia del Borussia Dortmund è il giallo, nel quale sono presenti inserti neri; questi sono anche i colori della città di Dortmund. Storicamente però questa divisa è stata adottata solo a partire dal 1913: in precedenza era infatti a strisce bianche e blu con banda rossa. La maglia ha utilizzato diversi motivi durante le annate, con il colore nero più o meno presente a seconda del fornitore tecnico.

### Simboli ufficiali

#### Stemma
Il simbolo del club è un cerchio giallo con all'interno la scritta BVB 09 in nero.

1945-1964
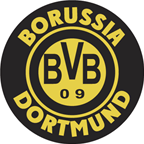
1964-1974
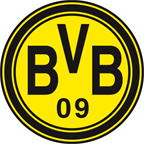
1974-1976 e 1978-1993
1993-presente
2012–presente

#### Inno
Wir halten fest und treu zusammen, composto nel 1934 in occasione del venticinquesimo anniversario della fondazione del club.

#### Mascotte
La mascotte del club è, dal 16 aprile 2005, Emma, un'ape giallonera.

## Strutture

### Stadio

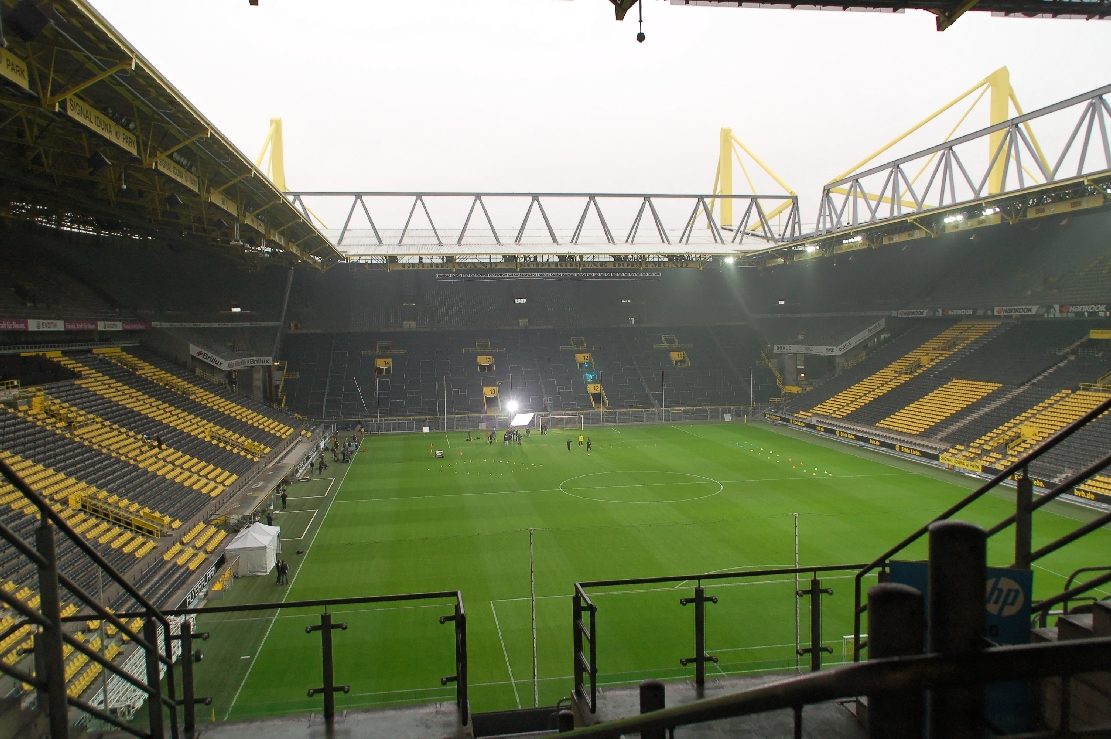
L'interno del Westfalenstadion

La squadra gioca le partite casalinghe al Westfalenstadion, noto altresì con il nome commerciale di Signal Iduna Park, impianto che può contenere 81 365 spettatori (66 099 per le partite internazionali), che ne fanno lo stadio più capiente di Germania. Questo stadio detiene anche la media di affluenza più alta di tutta Europa, più di 80 000 spettatori nel 2015..
Il club iniziò a giocare in un impianto che sorgeva nella zona settentrionale della città, il Weiße Wiese. Inaugurato nel 1924 e arrivato anche a contenere 18 000 spettatori, fu abbandonato nel 1937: il terreno su cui è costruito venne infatti occupato dall'industria Hoesch AG. La squadra si sposta così nello stadio Rote Erdeò ("stadio Terra rossa"), che era stato inaugurato nel 1926 nella zona meridionale di Dortmund. L'impianto, tuttora esistente, è divenuto nel 2009 il terreno di gioco della seconda squadra del Borussia Dortmund.
Un nuovo trasferimento avvenne nel 1974, quando il Borussia, che militava in Zweite Bundesliga, si spostò nell'odierno stadio. L'impianto venne costruito a fianco del Rote Erde per l'imminente campionato del mondo del 1974 e fu inizialmente chiamato Westfalenstadion dal nome della regione in cui è ubicato e ha sede la squadra, la Vestfalia. Nel 2005 assunse il nome commerciale di Signal Iduna Park e l'anno successivo ospitò anche alcune partite del campionato del mondo del 2006, tra cui la semifinale tra Germania e Italia.

## Società

### Sponsor
| Cronologia degli sponsor tecnici - 1974-1990: Adidas - 1990-2000: Nike - 2000-2004: Goool.de - 2004-2009: Nike - 2009-2012: Kappa - 2012-oggi: Puma | Cronologia degli sponsor ufficiali - 1975-1976: Stadt Dortmund - 1976-1978: Samson Tabak, - 1978-1980: Prestolith - 1980-1983: UHU - 1983-1986: Artic - 1986-1997: Continental - 1997-2000: s.Oliver - 2000-2006: E.ON - 2006-2020: Evonik - Dal 2020: 1&1 IONOS |

### Impegno nel sociale
(Dal sito ufficiale della squadra)
La società ha lanciato la campagna Kein Bier für Rassisten ("niente birra per i razzisti"), schierandosi apertamente contro razzismo e xenofobia ed invitando i rifugiati a partite ufficiali per aiutarne l'integrazione. Ha inoltre prodotto un video in cui ridicolizza i neonazisti asserendo la totale intolleranza alle posizioni politiche dell'estrema destra tedesca.

## Allenatori e presidenti
Dal 1963, anno di nascita della Bundesliga, gli allenatori del club sono stati:
| Nome                     | Periodo                            | Vittorie |
| ------------------------ | ---------------------------------- | --- |
| Hermann Eppenhoff        | 1º luglio 1963 - 30 giugno 1965    | DFB-Pokal 1964-1965                                                                                            |
| Willi Multhaup           | 1º luglio 1965 - 30 giugno 1966    | Coppa delle Coppe 1965-1966                                                                                    |
| Heinz Murach             | 1º luglio 1966 - 10 aprile 1968    | |
| Oßwald Pfau              | 18 aprile 1968 - 16 dicembre 1968  | |
| Helmut Schneider         | 7 dicembre 1968 - 17 marzo 1969    | |
| Hermann Lindemann        | 21 marzo 1969 - 30 giugno 1970     | |
| Horst Witzler            | 1º luglio 1970 - 21 dicembre 1971  | |
| Detlev Brüggemann        | 1º luglio 1972 - 30 ottobre 1972   | |
| Max Michallek            | 1º novembre 1972 - 1º marzo 1973   | |
| Herbert Burdenski        | 3 gennaio 1972 - 1º marzo 1973     | |
| Dieter Kurrat            | 2 marzo 1973 - 30 giugno 1973      | |
| János Bédl               | 1º luglio 1973 - 30 giugno 1974    | |
| Otto Knefler             | 1º luglio 1974 - 1º febbraio 1976  | |
| Horst Buhtz              | 1º febbraio 1976 - 13 giugno 1976  | |
| Otto Rehhagel            | 14 giugno 1976 - 30 aprile 1978    | |
| Carl-Heinz Rühl          | 21 maggio 1978 - 29 aprile 1979    | |
| Uli Maslo                | 30 aprile 1979 - 30 giugno 1979    | |
| Udo Lattek               | 1º luglio 1979 - 10 maggio 1981    | |
| Rolf Bock                | 11 maggio 1981 - 30 giugno 1981    | |
| Branko Zebec             | 1º luglio 1981 - 30 giugno 1982    | |
| Karl-Heinz Feldkamp      | 1º luglio 1982 - 5 aprile 1983     | |
| Helmut Witte             | 6 aprile 1983 - 30 giugno 1983     | |
| Uli Maslo                | 1º luglio 1983 - 23 ottobre 1983   | |
| Heinz-Dieter Tippenhauer | 31 ottobre 1983 - 15 novembre 1983 | |
| Horst Franz              | 16 novembre 1983 - 30 giugno 1984  | |
| Friedhelm Konietzka      | 1º luglio 1984 - 24 ottobre 1984   | |
| Erich Ribbeck            | 28 ottobre 1984 - 30 giugno 1985   | |
| Pál Csernai              | 1º luglio 1985 - 20 aprile 1986    | |
| Reinhard Saftig          | 20 aprile 1986 - 26 giugno 1988    | |
| Horst Köppel             | 27 giugno 1988 - 30 giugno 1991    | DFB-Pokal 1988-1989; DFB-Supercup 1989                                                                         |
| Ottmar Hitzfeld          | 1º luglio 1991 - 30 giugno 1997    | Fußball-Bundesliga 1994-1995; DFB-Supercup 1995; 1995-1996; DFB-Supercup 1996; UEFA Champions League 1996-1997 |
| Nevio Scala              | 1º luglio 1997 - 30 giugno 1998    | Coppa Intercontinentale 1997                                                                                   |
| Michael Skibbe           | 1º luglio 1998 - 4 febbraio 2000   | |
| Bernd Krauss             | 5 febbraio 2000 - 12 aprile 2000   | |
| Udo Lattek               | 16 aprile 2000 - 30 giugno 2000    | |
| Matthias Sammer          | 1º luglio 2000 - 30 giugno 2004    | Fußball-Bundesliga 2001-2002                                                                                   |
| Bert van Marwijk         | 1º luglio 2004 - 18 dicembre 2006  | |
| Jürgen Röber             | 19 dicembre 2006 - 12 marzo 2007   | |
| Thomas Doll              | 13 marzo 2007 - 19 maggio 2008     | |
| Jürgen Klopp             | 1º luglio 2008 - 30 giugno 2015    | Fußball-Bundesliga 2010-2011; 2011-2012; DFB-Pokal 2011-2012; DFL-Supercup 2013; DFL-Supercup 2014             |
| Thomas Tuchel            | 1º luglio 2015 - 30 maggio 2017    | DFB-Pokal 2016-2017                                                                                            |
| Peter Bosz               | 6 giugno 2017 - 10 dicembre 2017   | |
| Peter Stöger             | 10 dicembre 2017 - 22 maggio 2018  | |
| Lucien Favre             | 22 maggio 2018 - 13 dicembre 2020  | DFL-Supercup 2019                                                                                              |
| Edin Terzić              | 13 dicembre 2020 - 22 maggio 2021  | DFB-Pokal 2020-2021                                                                                            |
| Marco Rose               | 1 luglio 2021 - 22 maggio 2022     | |
| Edin Terzić              | 23 maggio 2022 - 13 giugno 2024    | |
| Nuri Sahin               | 14 giugno 2024 - 22 gennaio 2025   | |
| Mike Tullberg            | 22 gennaio 2025 - 30 gennaio 2025  | |
| Niko Kovac               | 30 gennaio 2025 - presente         | |

Di seguito viene riportata la lista dei presidenti del Borussia Dortmund dalla fondazione ad oggi:
- 1909-1910 Heinrich Unger
- 1910-1923 Franz Jacobi
- 1923-1928 Heinz Schwaben
- 1928-1933 August Busse
- 1933-1934 Egon Pentrup
- 1934-1945 August Busse
- 1945-1946 Willi Bietzek
- 1946-1952 Rudi Lückert
- 1952-1964 Werner Wilms
- 1964-1965 Kurt Schönherr
- 1965-1968 Willi Steegmann
- 1968-1974 Walter Kliemt
- 1974-1979 Heinz Günther
- 1979-1982 Reinhard Rauball
- 1982-1983 Jürgen Vogt
- 1983-1984 Frank Roring
- 1984-1986 Reinhard Rauball
- 1986-2004 Gerd Niebaum
- 2004-2022 Reinhard Rauball
- 2022-     Reinhold Lunow

## Calciatori

### Capitani
Di seguito l'elenco dei capitani del Borussia Dortmund dal 1963 a oggi, con il periodo in cui hanno portato la fascia.
- Aki Schmidt (1963-1965)
- Wolfgang Paul (1965-1968)
- Sigfried Held (1968-1971)
- Dieter Kurrat (1971-1974)
- Klaus Ackermann (1974-1977)
- Lothar Huber (1977-1979)
- Manfred Burgsmüller (1979-1983)
- Rolf Rüssmann (1983-1985)
- Dirk Hupe (1985-1987)

- Frank Mill (1987-1988)
- Michael Zorc (1988-1997)
- Stefan Reuter (1997-2003)
- Christoph Metzelder (2003-2004)
- Christian Wörns (2004-2008)
- Sebastian Kehl (2008-2014)
- Mats Hummels (2014-2016)
- Marco Reus (2016-2023)
- Emre Can (2023-)

### Vincitori di titoli
Pallone d'oro: 1 
- Matthias Sammer (1996)

Campioni del mondo
- Heinz Kwiatkowski (Svizzera 1954)
- Frank Mill (Italia 1990)
- Andreas Möller (Italia 1990)
- Roman Weidenfeller (Brasile 2014)
- Kevin Großkreutz (Brasile 2014)
- Mats Hummels (Brasile 2014)
- Erik Durm (Brasile 2014)

Campioni d'Europa
- Eike Immel (Italia 1980)
- Mirko Votava (Italia 1980)
- Flemming Povlsen (Svezia 1992)
- Stefan Reuter (Inghilterra 1996)
- Matthias Sammer (Inghilterra 1996)
- Jürgen Kohler (Inghilterra 1996)
- Steffen Freund (Inghilterra 1996)
- Andreas Möller (Inghilterra 1996)

Campioni d'Africa
- Mohamed Zidan (Angola 2010)
- Sébastien Haller (Costa d'Avorio 2023)

Campioni d'Asia
- Shinji Kagawa (Qatar 2011)
- Mitchell Langerak (Australia 2015)

## Palmarès

### Competizioni nazionali
19 trofei
- Campionato tedesco: 8

1955-1956, 1956-1957, 1962-1963, 1994-1995, 1995-1996, 2001-2002, 2010-2011, 2011-2012
- Coppa di Germania: 5

1964-1965, 1988-1989, 2011-2012, 2016-2017, 2020-2021
- Supercoppa di Germania: 6

1989, 1995, 1996, 2013, 2014, 2019

### Competizioni internazionali
3 trofei
- UEFA Champions League: 1

1996-1997
- Coppa delle Coppe: 1  (record tedesco a pari merito con Amburgo, Bayern Monaco, Werder Brema e Magdeburgo)

1965-1966
- Coppa Intercontinentale: 1

1997

### Competizioni regionali
- Oberliga West: 6

1948, 1949, 1950, 1953, 1956, 1957

### Competizioni giovanili
- Under-19 Bundesliga: 9

1993–94, 1994-1995, 1995-1996, 1996-1997, 1997-1998, 2015-2016, 2016-2017, 2018-2019, 2021-2022
- Under-17 Bundesliga: 8

1983–1984, 1992–1993, 1995–1996, 1997–1998, 2013-2014, 2014-2015, 2017-2018, 2023-2024
- Blue Stars/FIFA Youth Cup: 1

1973
- Torneo Internazionale Maggioni-Righi: 2

1993, 2009

## Statistiche e record

### Partecipazione ai campionati e ai tornei internazionali

#### Campionati nazionali
Dalla stagione 1936-1937 alla stagione 2025-2026 compresa, la squadra ha partecipato a:
| Livello | Categoria             | Partecipazioni | Debutto   | Ultima stagione | Totale |
| ------- | --------------------- | -------------- | --------- | --------------- | ------ |
| 1º      | Gauliga Westfalen     | 8              | 1936-1937 | 1943-1944       | 83     |
| 1º      | Oberliga West         | 16             | 1947-1948 | 1962-1963       | 83     |
| 1º      | Bundesliga            | 59             | 1963-1964 | 2025-2026       | 83     |
| 2º      | Regionalliga          | 2              | 1972-1973 | 1973-1974       | 4      |
| 2º      | 2. Fußball-Bundesliga | 2              | 1974-1975 | 1975-1976       | 4      |

#### Partecipazione alle competizioni UEFA
Nelle competizioni europee il Borussia Dortmund ha ottenuto la miglior vittoria in assoluto contro i maltesi del Floriana, un 8-0 nel ritorno del primo turno della Coppa delle Coppe 1965-1966, poi vinta, mentre la peggior sconfitta si è verificata negli ottavi della Coppa UEFA 1987-1988 contro i belgi del Bruges, un 5-0 maturato dopo i tempi supplementari.
Alla stagione 2025-2026 compresa, il club ha ottenuto le seguenti partecipazioni ai tornei internazionali:
| Categoria                                | Partecipazioni | Debutto   | Ultima stagione |
| ---------------------------------------- | -------------- | --------- | --------------- |
| Coppa dei Campioni/UEFA Champions League | 25             | 1956-1957 | 2025-2026       |
| Coppa Intercontinentale                  | 1              | 1997      | 1997            |
| Coppa delle Coppe                        | 3              | 1965-1966 | 1989-1990       |
| Supercoppa UEFA                          | 1              | 1997      | 1997            |
| Coppa UEFA/UEFA Europa League            | 14             | 1982-1983 | 2021-2022       |
| Coppa Intertoto                          | 2              | 2004      | 2005            |

### Statistiche nelle competizioni UEFA
Tabella aggiornata alla fine della stagione 2017-2018.
| Competizione                  | Partecipazioni | G   | V  | N  | P  | RF  | RS  |
| ----------------------------- | -------------- | --- | -- | -- | -- | --- | --- |
| UEFA Champions League         | 16             | 130 | 62 | 26 | 42 | 227 | 166 |
| Coppa delle Coppe             | 3              | 15  | 9  | 3  | 3  | 32  | 15  |
| Coppa UEFA/UEFA Europa League | 13             | 96  | 43 | 15 | 28 | 146 | 92  |
| Coppa delle Fiere             | 1              | 4   | 1  | 0  | 3  | 5   | 13  |
| Coppa Intertoto               | 2              | 4   | 1  | 2  | 1  | 3   | 3   |
| Supercoppa UEFA               | 1              | 1   | 0  | 0  | 1  | 0   | 2   |
| Coppa Intercontinentale       | 1              | 1   | 1  | 0  | 0  | 2   | 0   |

### Statistiche individuali
Nelle competizioni internazionali il giocatore con più presenze è Stefan Reuter, che è sceso in campo per 86 volte, mentre il miglior marcatore è Marco Reus, con 30 reti.
Vengono riportati di seguito i calciatori per numero di presenze e gol con la maglia del Borussia Dortmund:
Aggiornato al 2 giugno 2024.
| Record di presenze I primi dieci giocatori per numero di presenze: - 572 Michael Zorc (1981-1998) - 508 Mats Hummels (2008-2016, 2019-2024) - 453 Roman Weidenfeller (2002-2018) - 429 Marco Reus (2012-2024) - 421 Stefan Reuter (1992-2004) - 405 Lars Ricken (1993-2007) - 398 Dedê (1998-2011) - 382 Łukasz Piszczek (2010-2021) - 372 Lothar Huber (1974-1987) - 368 Dieter Kurrat (1956-1974) | Record di reti I primi dieci giocatori per numero di gol: - 174 Alfred Preißler (1946-1950; 1952-1959) - 170 Marco Reus (2012-2024) - 158 Manfred Burgsmüller (1976-1983) - 155 Michael Zorc (1981-1998) - 146 Lothar Emmerich (1960-1969) - 145 Timo Konietzka (1957-1965) - 141 Pierre-Emerick Aubameyang (2013-2018) - 137 Jürgen Schütz (1959-1963) - 124 Alfred Niepieklo (1951-1960) - 122 Stéphane Chapuisat (1990-1999) |

## Tifoseria
Il Borussia Dortmund ha registrato la più alta affluenza media allo stadio in Germania e in Europa nel 2012 e nel 2013, rispettivamente con 80.551 e 80.520 spettatori, piazzandosi davanti a club quali Manchester United, Real Madrid e Barcellona. Dal 2003 il Borussia ha registrato un'affluenza media di pubblico superiore a 80.000 spettatori.
Il Westfalenstadion è uno dei "catini" del tifo più caldi d'Europa, tanto da essere noto in Germania come "la cattedrale". La Südtribune dello stadio, avente una capienza di 25.000 posti, è la più grande tribuna d'Europa. È soprannominata "il muro giallo".
Nel 2007-2008, con 50.000 abbonati, il Borussia Dortmund ha stabilito un record, superando Schalke 04 e Bayern Monaco. Nel 2012 e nel 2013 il record è stato migliorato (54.000 abbonati).

### Gemellaggi e rivalità

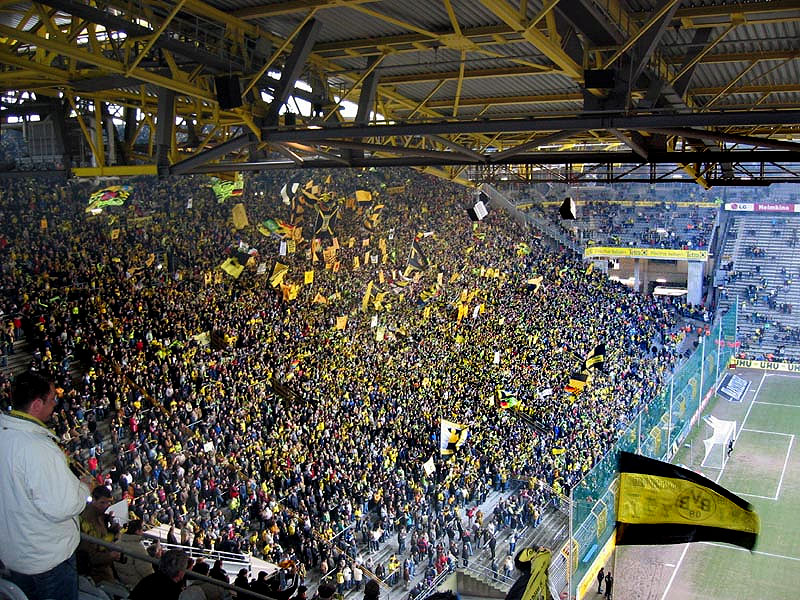
La curva nord del Westfalenstadion, in cui sono ospitati i tifosi gialloneri

La principale rivalità è con lo Schalke 04, con cui il Borussia Dortmund disputa l'incontro noto come derby della Ruhr o Revierderby. Molto sentita è inoltre la sfida con il Bayern Monaco, nota come Der Klassiker: dalla metà degli anni novanta la sfida tra bavaresi e gialloneri si è spesso rivelata decisiva per l'assegnazione di un titolo o un trofeo, come avvenuto per la UEFA Champions League 2012-2013 (le due squadre si affrontarono in finale, dove vinsero i bavaresi).
La principale amicizia è, invece, con il Friburgo; fuori dai confini nazionali, in Italia vanta amicizie con Catania, Napoli, Genoa e Ancona.

## Organico

### Rosa 2025-2026
Rosa aggiornata al 7 agosto 2025
| N. |                        | Ruolo | Calciatore                   |
| -- | ---------------------- | ----- | ---------------------------- |
| 1  | Svizzera (bandiera)    | P     | Gregor Kobel (vice capitano) |
| 2  | Brasile (bandiera)     | D     | Yan Couto                    |
| 3  | Germania (bandiera)    | D     | Waldemar Anton               |
| 4  | Germania (bandiera)    | D     | Nico Schlotterbeck           |
| 5  | Algeria (bandiera)     | D     | Ramy Bensebaini              |
| 6  | Germania (bandiera)    | C     | Salih Özcan                  |
| 7  | Inghilterra (bandiera) | A     | Jobe Bellingham              |
| 8  | Germania (bandiera)    | C     | Felix Nmecha                 |
| 9  | Guinea (bandiera)      | A     | Serhou Guirassy              |
| 10 | Germania (bandiera)    | C     | Julian Brandt                |
| 13 | Germania (bandiera)    | C     | Pascal Groß                  |
| 14 | Germania (bandiera)    | A     | Maximilian Beier             |
| 16 | Belgio (bandiera)      | A     | Julien Duranville            |

| N. |                           | Ruolo | Calciatore          |
| -- | ------------------------- | ----- | ------------------- |
| 20 | Austria (bandiera)        | C     | Marcel Sabitzer     |
| 21 | Stati Uniti (bandiera)    | C     | Giovanni Reyna      |
| 23 | Germania (bandiera)       | C     | Emre Can (capitano) |
| 25 | Germania (bandiera)       | D     | Niklas Süle         |
| 26 | Norvegia (bandiera)       | D     | Julian Ryerson      |
| 27 | Germania (bandiera)       | A     | Karim Adeyemi       |
| 28 | Costa d'Avorio (bandiera) | A     | Sébastien Haller    |
| 30 | Germania (bandiera)       | P     | Patrick Drewes      |
| 31 | Germania (bandiera)       | P     | Silas Ostrzinski    |
| 32 | Paesi Bassi (bandiera)    | A     | Jordi Paulina       |
| 33 | Germania (bandiera)       | P     | Alexander Meyer     |
| 37 | Stati Uniti (bandiera)    | A     | Cole Campbell       |
| 39 | Italia (bandiera)         | D     | Filippo Mané        |
| 42 | Germania (bandiera)       | D     | Almugera Kabar      |

### Staff tecnico
- Allenatore:  Niko Kovač
- Vice allenatore:  Robert Kovač
- Collaboratore tecnico:  Filip Tapalović
- Collaboratore tecnico:  Łukasz Piszczek
- Preparatori dei portieri:  Matthias Kleinsteiber
- Preparatori dei portieri:  Jan Reckert
- Preparatori atletici:  Andreas Beck,  Florian Wangler,  Anke Steffen
- Medico sociale:  Markus Braun